# هاري ويتني
هاري ويتني (بالإنجليزية: Harry Whitney)‏ هو كاتب أمريكي، ولد في 1 ديسمبر 1873 في نيو هيفن في الولايات المتحدة، وتوفي في 20 مايو 1936 في مونتريال في كندا.